# Ruisseau de Larrivet
Le ruisseau de Larrivet, en Haute-Garonne, coule sur 4,6 km et prend sa source à Saint-Cézert et qui se jette dans le Ruisseau de Saint-Pierre à Launac.